# Bicicletă electrică
Bicicleta electrică e un vehicul derivat de la bicicletă, care utilizează ca mijloc de propulsie un motor electric. Bicicletele electrice tipice folosesc pentru alimentarea motorului acumulatori electrici și circulă cu 25-30 km/h viteza medie. Grupul propulsor are diferite configurații. Folosirea bicicletelor electrice s-a amplificat considerabil pe plan mondial în ultimii zece ani. Au fost adoptate diverse reglementări privind aceste vehicule în diverse țări.

## Vezi si
- Twike
- Vehicul hibrid
- Velomobil
- Vehicul propulsat muscular